# Organiskt material
Organiskt material kallas det material i marken som är av organogent ursprung (främst ofullständigt nedbrutna växtrester). Det organiska materialet brukar delas in i olika kvalitetsklasser, till exempel mår och mull. När man mäter halten av organiskt material i ett ämne används ibland begreppet organisk halt.

## Kemiska och fysikaliska egenskaper
Det organiska materialet kännetecknas av låg densitet men en hög katjonbyteskapacitet. Det organiska materialet har vanligtvis en positiv inverkan på markstrukturen och den mikrobiella aktiviteten.
Rent kemiskt består det organiska materialet mest av olika humussyror och fulvosyror, vilket ger det organiska materialet en sur reaktion.
Det organiska materialet består till ca 58 % av rent kol. Vid jämvikt är kol/kväve-kvoten ca 10. Det innebär att i en vanlig svensk åkerjord ofta finns ca 6-7 ton kväve per hektar bundet i det organiska materialet.

## Relationen till klimat och grundvattenförhållanden
Mängden organiskt material beror främst på klimatet och grundvattenförhållandena i marken. I ett torrt och varmt klimat bryts det organiska materialet snabbt ner, varför det bara finns liten mängd organiskt material kvar i marken under dessa förhållanden.
I ett kallare och fuktigt klimat sker nedbrytningen betydligt långsammare, varpå mängden organiskt material blir betydligt större. Om grundvattenytan dessutom ligger högt upp, kan mäktiga torvlager byggas upp. Om grundvattenytan sedan sänks kan den fortsatta omrörning av marken som sker vid odling leda till att det organiska materialet bryts ner, så kallad bortodling.